# Glasberg (Mömbris)
Der Glasberg ist ein 334 Meter hoher Berg im Spessart im bayerischen Landkreis Aschaffenburg.

## Geographie
Am Fuße des Berges befindet sich im Kahltal der Mömbriser Ortsteil Schimborn, am flachen Südosthang liegt Daxberg auf 313 m ü. NHN. Der Glasberg, der mit dem angrenzenden Daxberg (338 m) einen kleinen Höhenzug bildet, wird im Nordwesten durch das Tal des Reichenbachs, im Südosten durch das des Weibersbaches, im Südwesten durch das des Steinbaches und im Nordosten durch die Kahl begrenzt. Dort verläuft am Fuße des Glasberges die Staatsstraße 2305. Am Nordwesthang befindet sich der Glaswald. Über den Berg verlief bis 2011 der Degen-Weg.

### Daten
Über den Glasberg dominiert der direkt angrenzende Daxberg mit 338 m. Die Schartenhöhe zu ihm beträgt 2 m. Der Daxberg wird wiederum vom Ratsberg nordöstlich von Johannesberg übertroffen. Zu ihm ist die Scharte 27 m tief.

## Geschichte
Der Glasberg hat seinen Namen vom in alten Urkunden genannten „Claswald“, der sich vom Klausenwald ableitet, einem Waldstück das wahrscheinlich zu der um 1284 errichteten Schimborner Beginenklause gehörte. Klause ist eine alte Bezeichnung für eine Einsiedelei.
Auf dem Glasberg befand sich seit 1970 ein BR-Sendemast der 2014 durch einen höheren Behördenfunk-Sendemast ersetzt wurde.
Nach dem Berg wurden im 20. Jahrhundert der Glashof (Daxberger Hof), die Glasbergstraße und die Glasberghalle in Daxberg benannt.

## Siehe auch

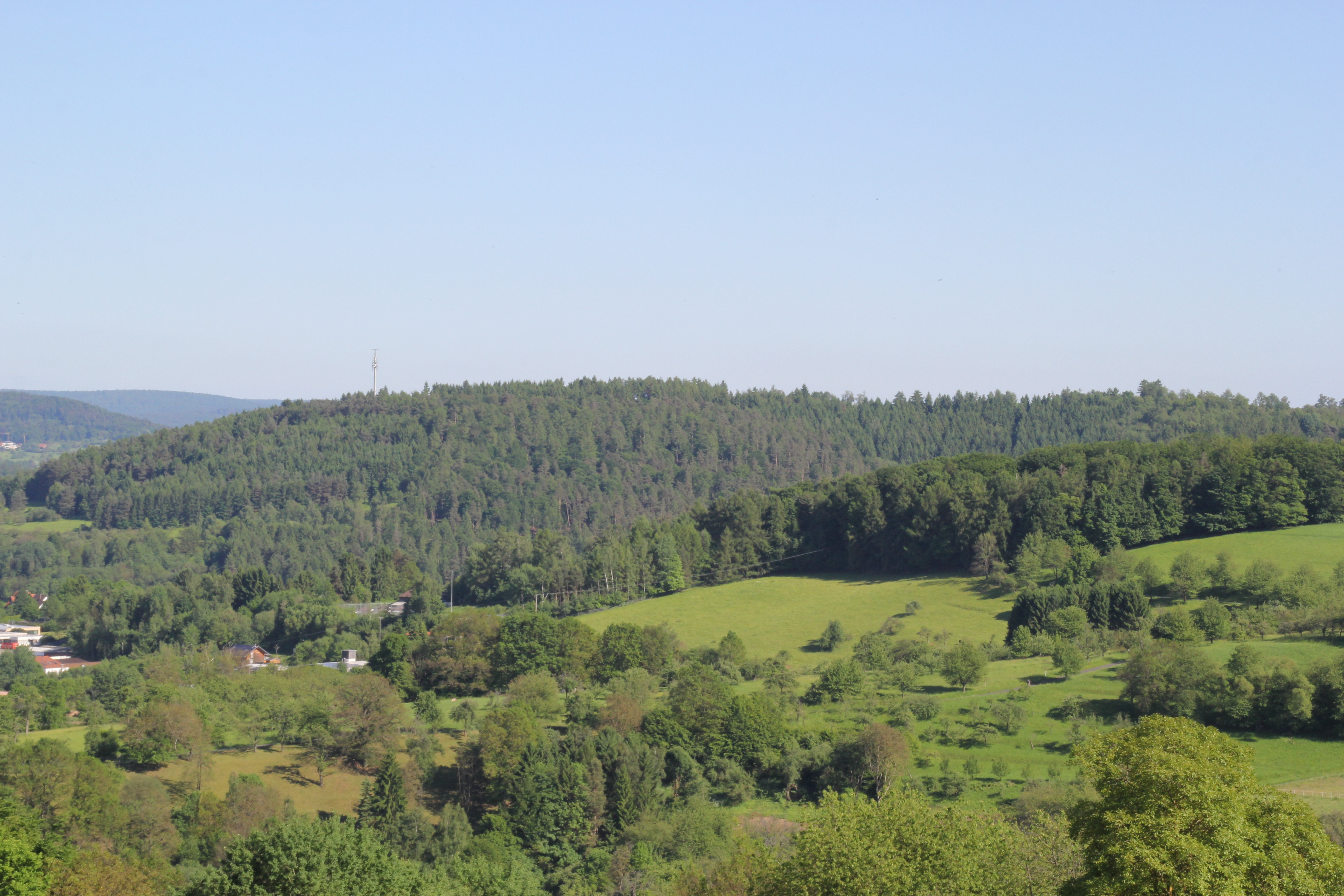
Der Glasberg vom Bauersberg aus gesehen
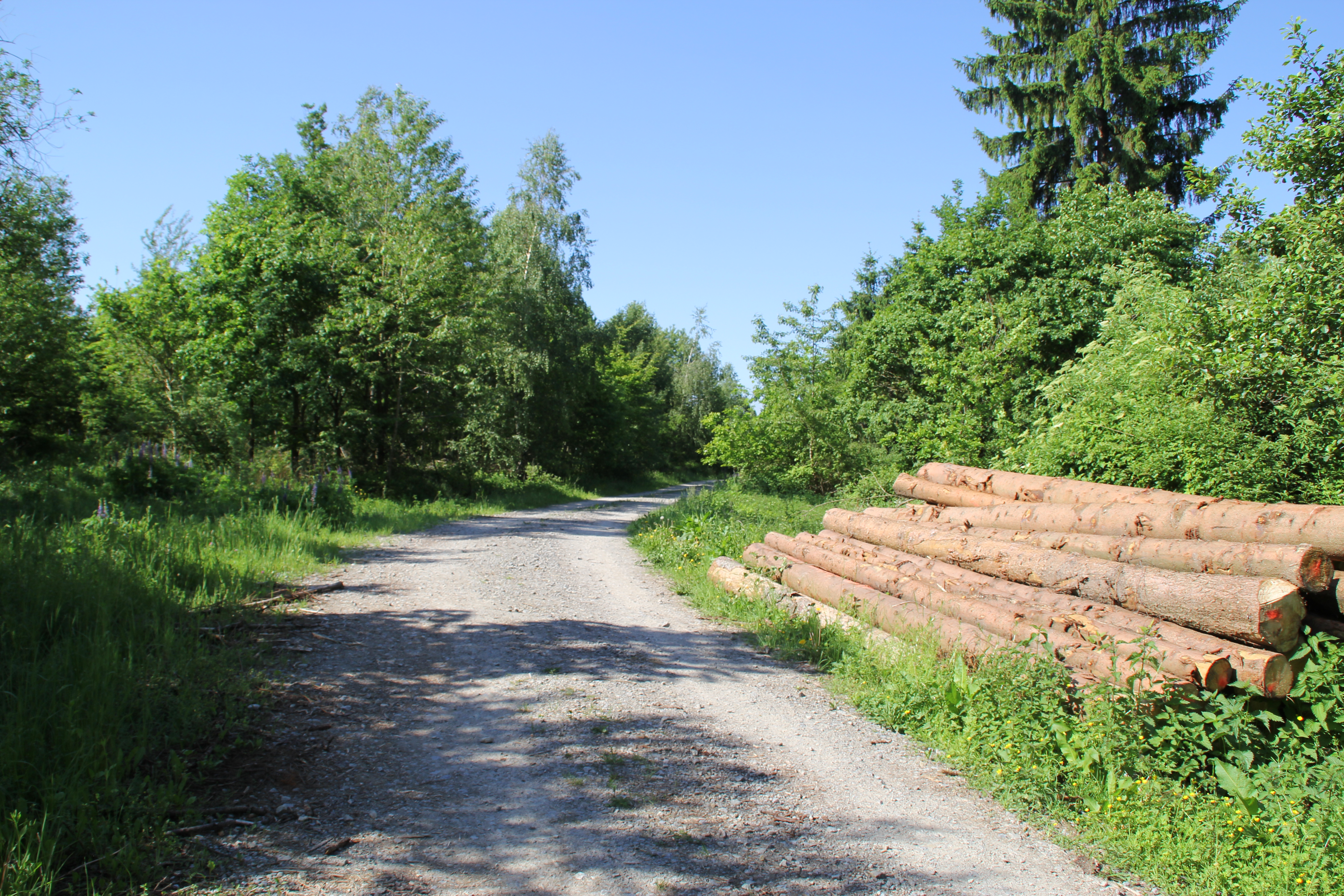
Gipfelbereich des Glasberges
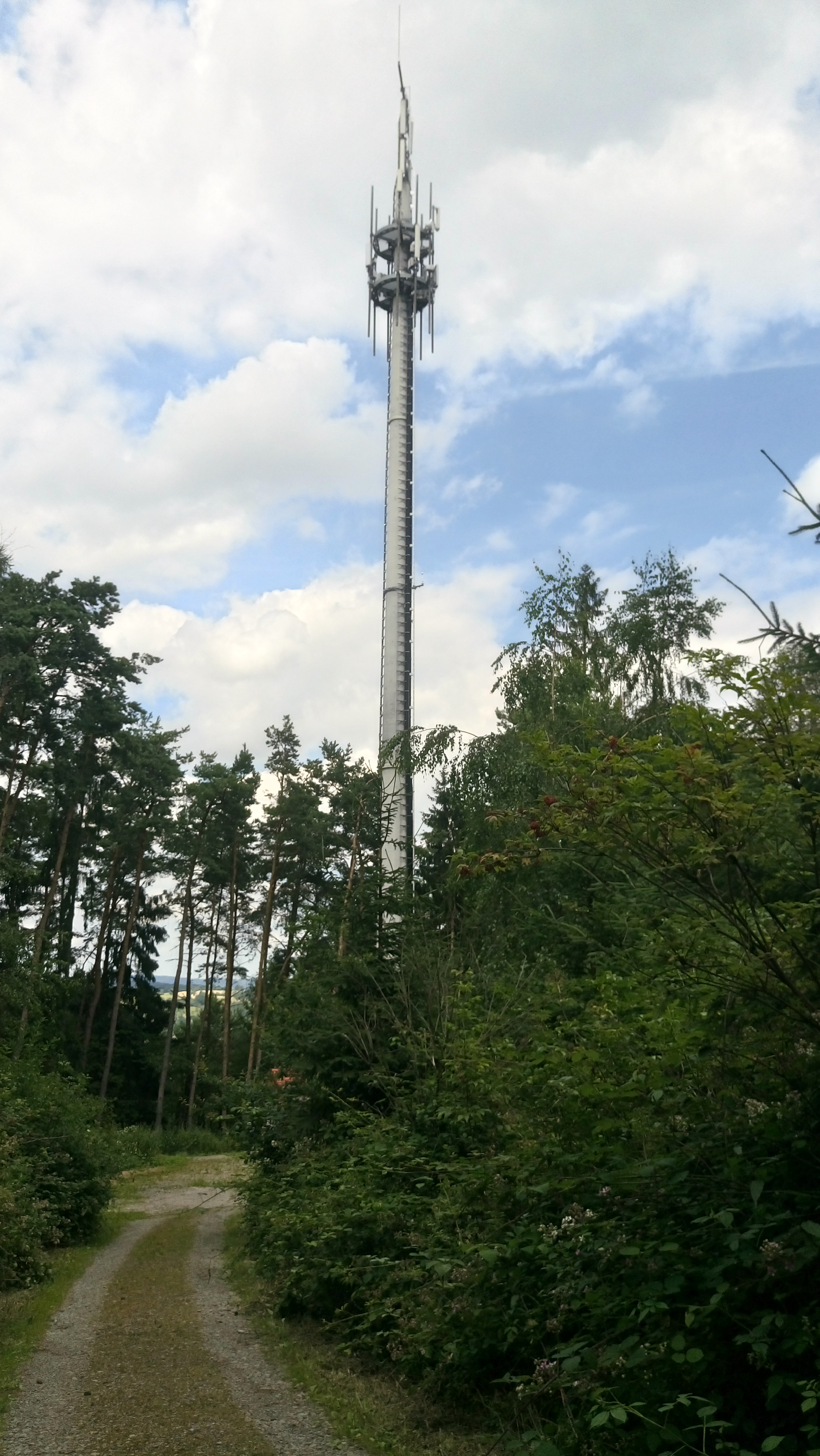
Der Sendemast auf dem Glasberg
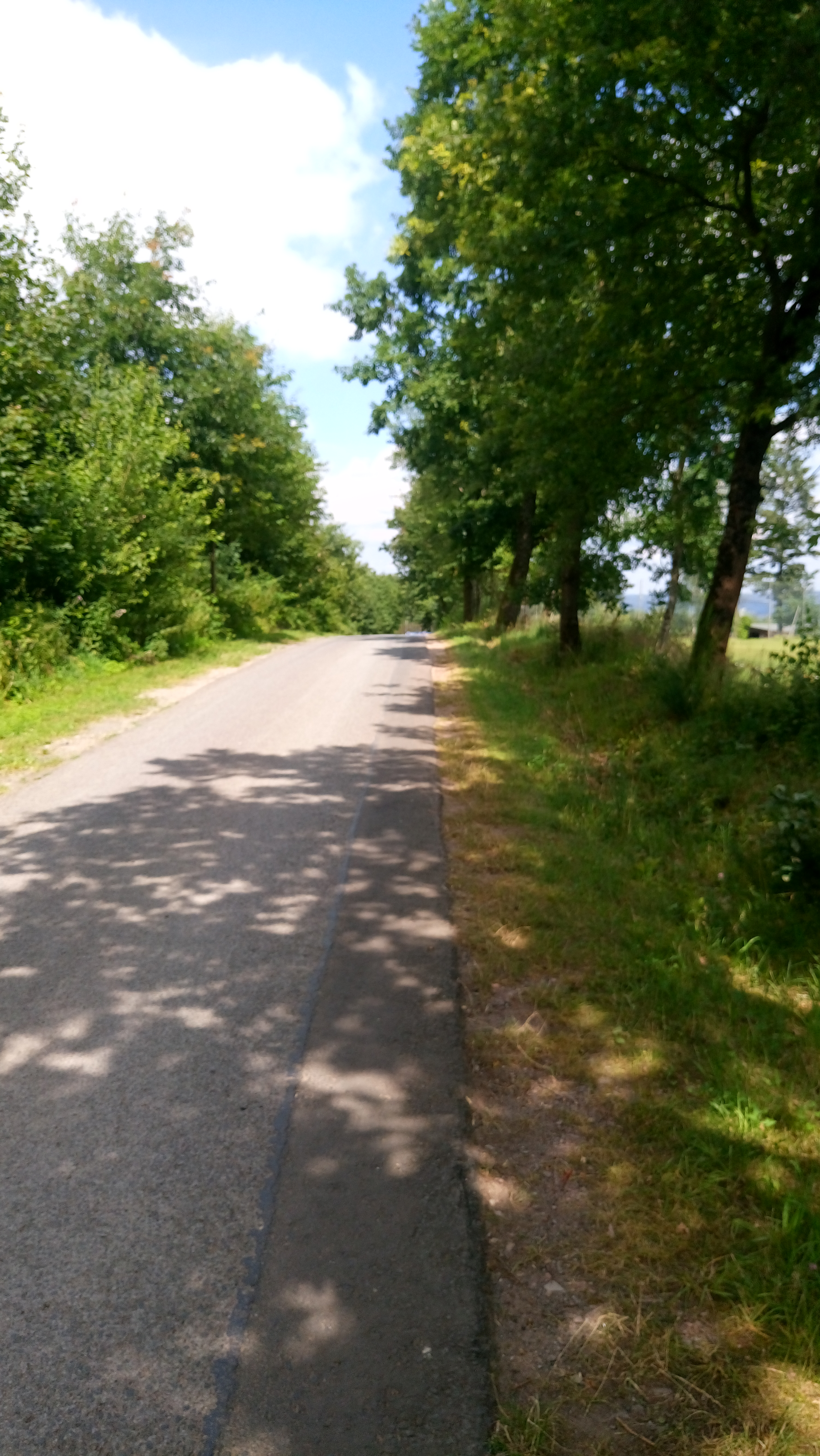
Gipfelbereich des Daxberges